# Volkwin
Volkwin von Naumburg zu Winterstätten, anche noto come Wolquin, Folkwin, Folkvin, Wolguinus, Wolgulin, in alto-tedesco medio: Volkewîn (XII secolo – nei dintorni di Šiauliai, 22 settembre 1236), fu il secondo Gran Maestro (Herrmeister) dell'Ordine dei Cavalieri Portaspada dal 1209 alla sua morte nel 1236..

## Biografia
Volkwin proveniva verosimilmente da Naumburg, nell’attuale Land della Sassonia-Anhalt. Subentrò nel ruolo di Gran Maestro dei Cavalieri Portaspada al suo predecessore Wenno von Rohrbach, che lo ricoprì dal 1204 al 1209. Volkwin stesso fu un confidente del vescovo di Riga Albert von Buxthoeven (1165-1229 circa).
Volkwin fu inoltre condottiero delle truppe impegnate nella crociata livoniana contro le popolazioni baltiche, avviata da Papa Innocenzo III al fine di colonizzare e cristianizzare l’Europa nord-orientale.
Volkwin morì il 22 settembre 1236 nel corso della battaglia di Šiauliai nella lotta contro i Samogizi. La battaglia rappresentò una pesante sconfitta dell'Ordine dei Fratelli di Spada. Un anno dopo infatti, i cavalieri portaspada confluirono nell'Ordine teutonico: tale congiungimento sembrò rappresentare il definitivo tramonto del neonato Ordine di Livonia (ex cavalieri portaspada), ma invece questo fu sempre in grado di riuscire a gestirsi con una certa autonomia.
Il luogo della battaglia non è noto esattamente. Gli storici lo immagino tradizionalmente, come detto, vicino all’insediamento lituano di Šiauliai (in tedesco Schaulen) o comunque nelle immediate vicinanze dell’attuale confine tra la Lettonia e la Lituania.